# Blackness (Falkirk)
Pour les articles homonymes, voir Blackness.
Blackness est un village dans le Falkirk, en Écosse.